# Glycyphana aurocincta
Glycyphana aurocincta är en skalbaggsart som beskrevs av Gilbert John Arrow 1910. Glycyphana aurocincta ingår i släktet Glycyphana och familjen Cetoniidae. Inga underarter finns listade i Catalogue of Life.